# 澤和雄
澤 和雄（さわ かずお、1951年 - ）は日本のゲームミュージック作曲家。

## 略歴・人物
東海大学出身。大学在学中からバンドのギタリストとして活動。その後テクノスジャパンの熱血硬派くにおくんシリーズを中心に様々なタイトルにて楽曲を披露する（社員として在籍していたと思われるが、同時期に他社のタイトルも手がけている為、詳細は不明）。ダブルドラゴンシリーズの山根一央と共にテクノスジャパンのサウンド方面を支えた。
1993年頃、独立しゲームミュージックのプロデュース会社、有限会社DSPを設立する（詳細は不明）。
2001年、旧友と共に東海大学JAZZ研究会OB会を設立、同会の役員を務める。
2011年、アークシステムワークスより発売された『熱血硬派くにおくん すぺしゃる』で久々にゲーム音楽に復帰した。

## 主な作品
- 松本亨の株式必勝学、松本亨の株式必勝学II
- オリュンポスの戦い 愛の伝説
- ダウンタウン熱血物語
- 熱血高校ドッジボール部サッカー編
- ダウンタウン熱血行進曲
- 井崎脩五郎の競馬必勝学
- まじゃべんちゃー 麻雀戦記
- いけいけ熱血ホッケー部（平沢道也らと共同）
- びっくり熱血新記録
- 熱血格闘伝説
- マジンサーガ
- くにおくんの熱血サッカーリーグ
- くにおくんのドッジボールだよ全員集合!
- 熱血!すとりーとバスケット
- ヤダモン ワンダランドドリーム
- 少年忍者サスケ
- すごろクエスト++ -ダイスニクス-
- それいけアンパンマン!ばいきんまんの大作戦
- ゲームで発見!たまごっち